# Вильнёв-сюр-Шер
Вильнёв-сюр-Шер (фр. Villeneuve-sur-Cher) — коммуна во Франции, находится в регионе Центр. Департамент — Шер. Входит в состав кантона Шарос. Округ коммуны — Бурж.
Код INSEE коммуны — 18285.

## География
Коммуна расположена приблизительно в 210 км к югу от Парижа, в 100 км южнее Орлеана, в 15 км к юго-западу от Буржа.
По территории коммуны протекает река Шер.

## Население
Население коммуны на 2008 год составляло 422 человека.
| 1962 | 1968 | 1975 | 1982 | 1990 | 1999 | 2008 |
| ---- | ---- | ---- | ---- | ---- | ---- | ---- |
| 372  | 358  | 321  | 371  | 425  | 469  | 422  |

## Администрация
| Период | Период | Фамилия      | Партия       | Примечания |
| ------ | ------ | ------------ | ------------ | ---------- |
| 2008   | 2008   | Франсис Леди |              |            |
| 2008   | 2014   | Мишель Эро   | беспартийный |            |

## Экономика
Основу экономики составляют лесное и сельское хозяйство.
В 2007 году среди 272 человек в трудоспособном возрасте (15-64 лет) 197 были экономически активными, 75 — неактивными (показатель активности — 72,4 %, в 1999 году было 67,5 %). Из 197 активных работали 178 человек (93 мужчины и 85 женщин), безработных было 19 (11 мужчин и 8 женщин). Среди 75 неактивных 15 человек были учениками или студентами, 33 — пенсионерами, 27 были неактивными по другим причинам.

## Достопримечательности
- Дольмен Ла-Табль или Ла-Пьер-де-ла-Рош (эпоха неолита). Исторический памятник с 1889 года[3]
- Церковь Сен-Пьер (XII век, восстановлена в 1869 году)
- Средневековая башня Бо
- Укреплённый дом XV века

## Фотогалерея

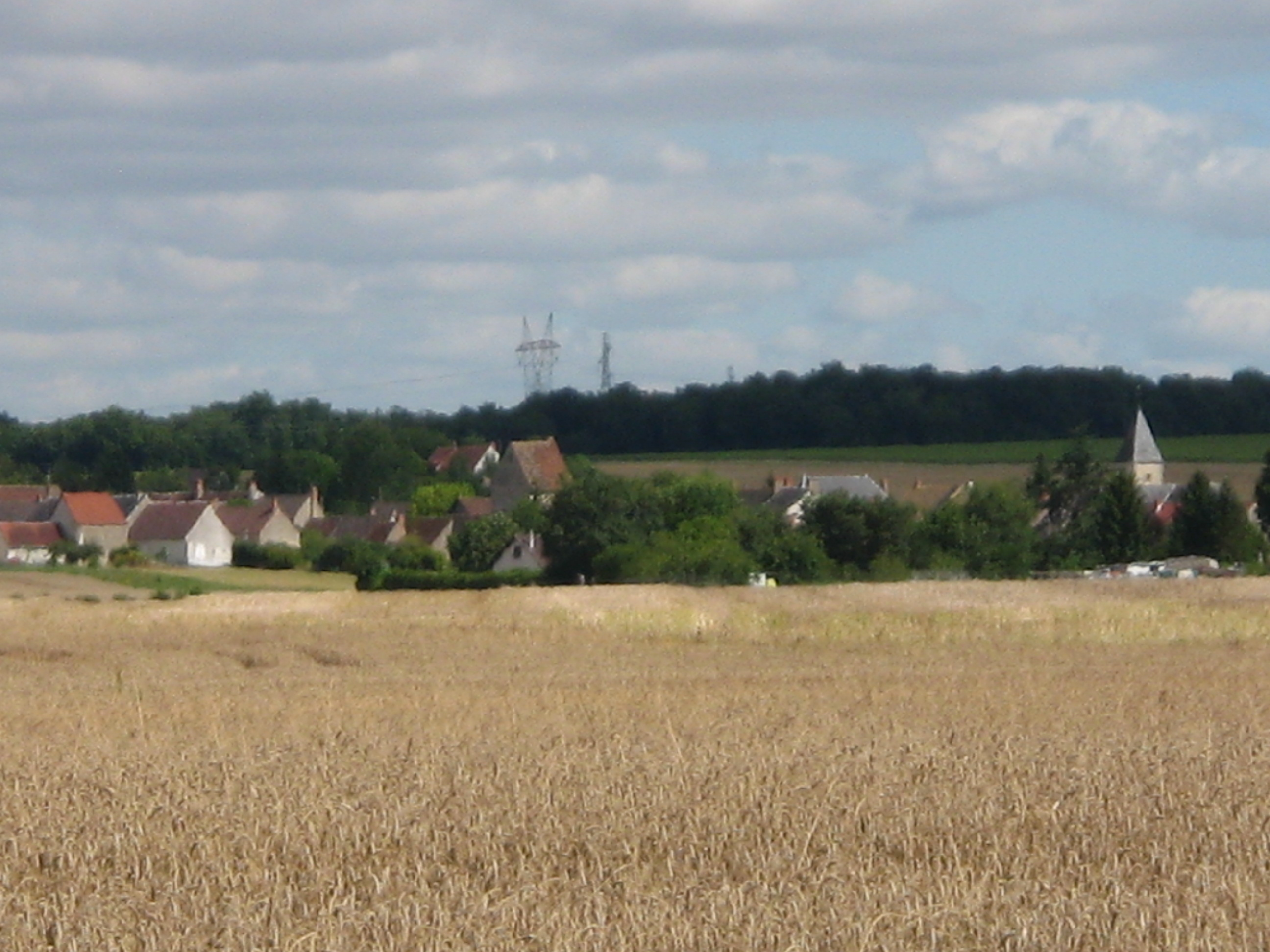
Вильнёв-сюр-Шер
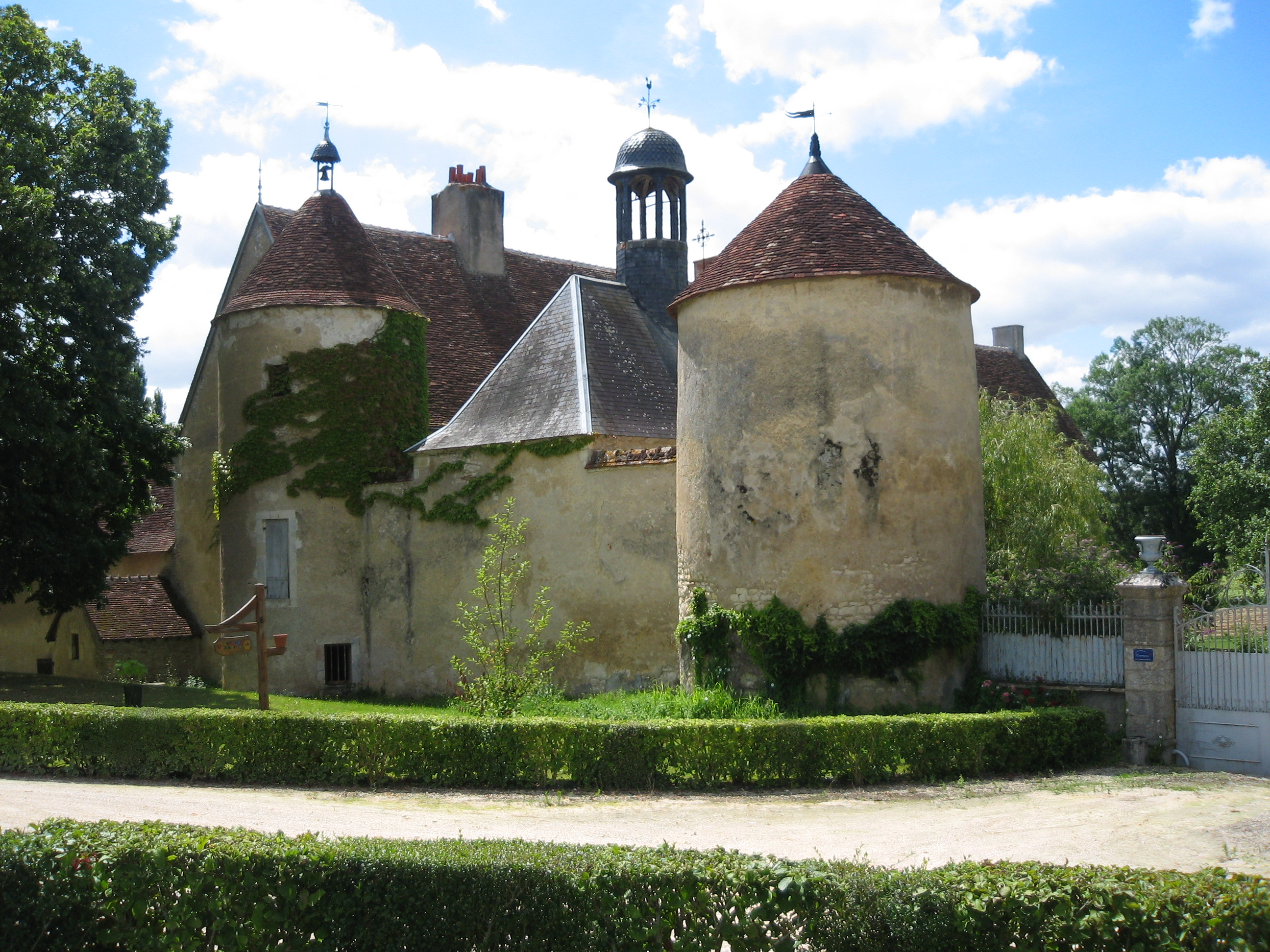
Замок
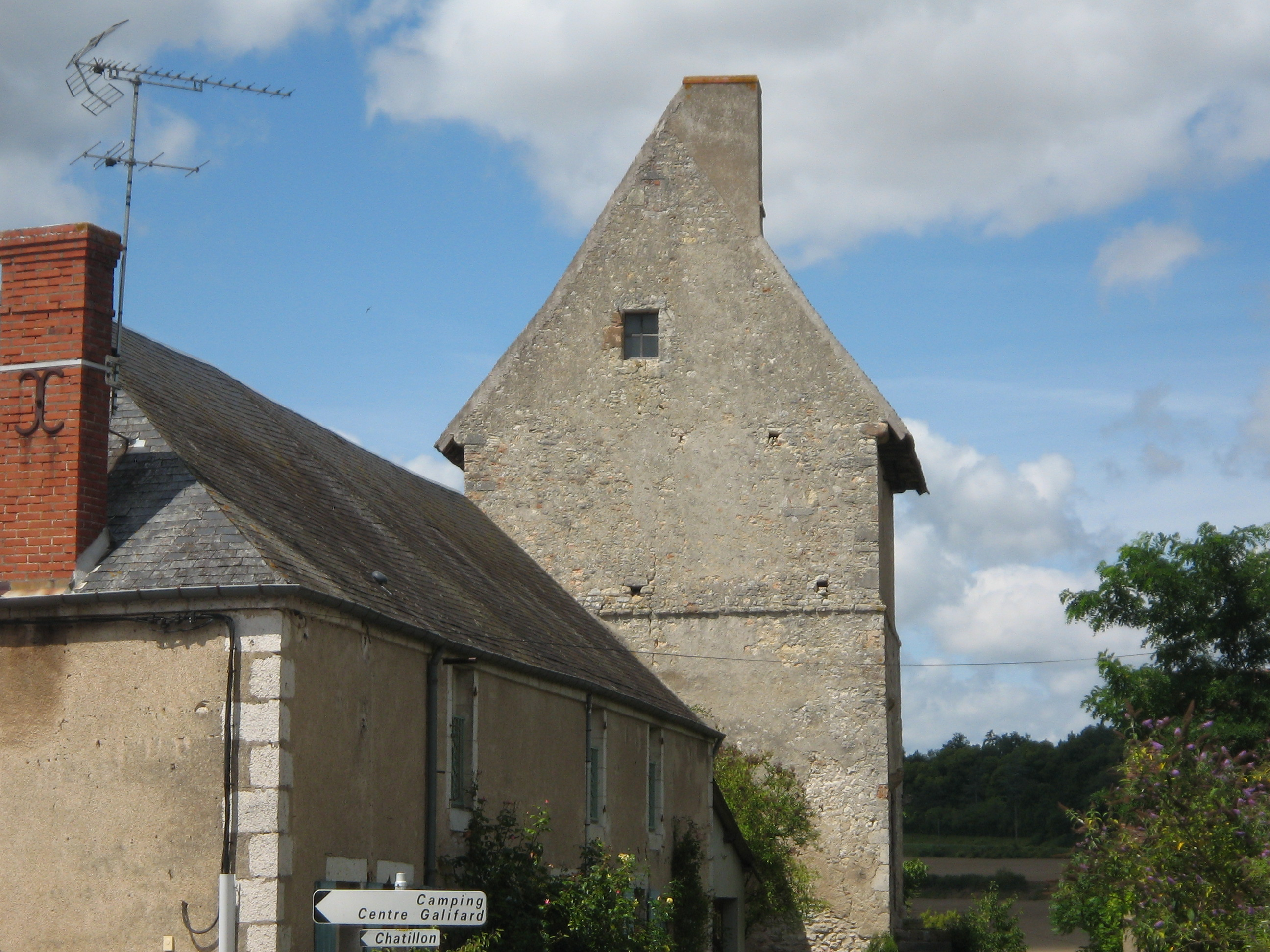
Башня XVIII века
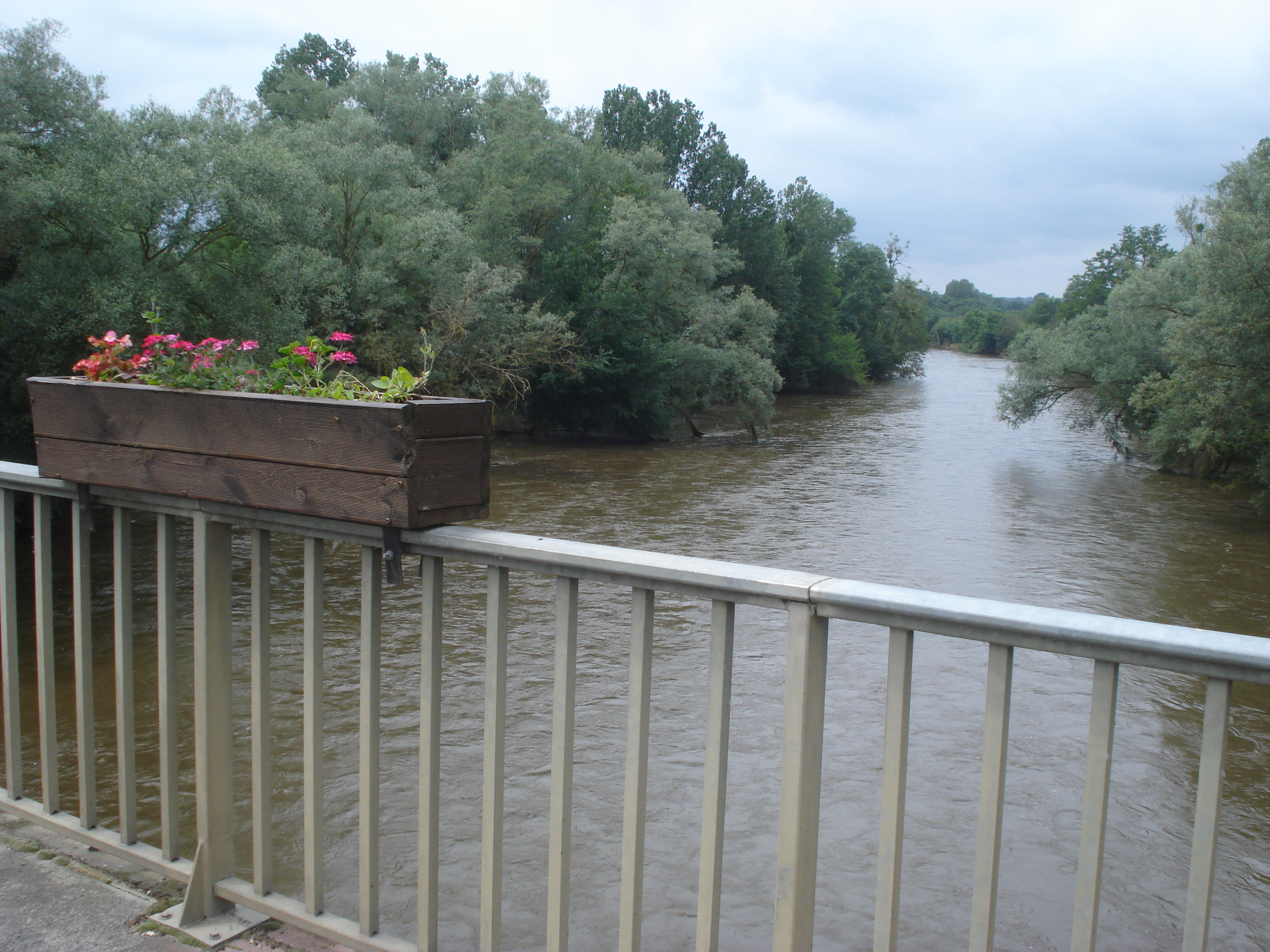
Река Шер
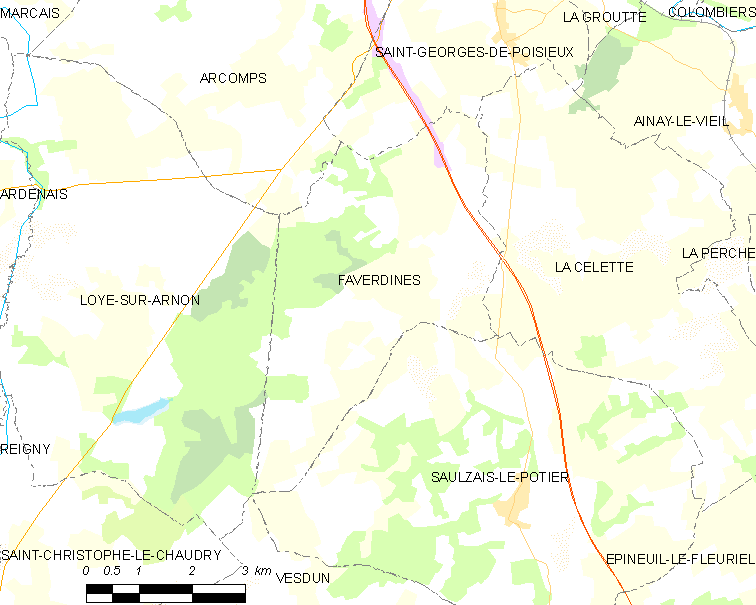
Карта коммуны